# Jan Latner
Jan Latner (23. prosince 1913 – ???) byl český a československý politik Komunistické strany Československa a poúnorový poslanec Národního shromáždění ČSSR, Sněmovny lidu Federálního shromáždění a České národní rady.

## Biografie
Ve volbách roku 1960 byl zvolen za KSČ do Národního shromáždění ČSSR za Severočeský kraj. Mandát obhájil ve volbách v roce 1964. V Národním shromáždění zasedal až do konce jeho funkčního období v roce 1968.
K roku 1968 se profesně uvádí jako předseda ONV z obvodu Chomutov-jihovýchod.
Po federalizaci Československa usedl roku 1969 do Sněmovny lidu Federálního shromáždění (volební obvod Chomutov-jihovýchod), kde setrval do konce volebního období, tedy do voleb v roce 1971. V stejném období zasedal i v České národní radě.